# Santa Cruz (Manilla)
Santa Cruz is een van de districten van de Filipijnse hoofdstad Manilla. Het district ligt tussen Tondo, Quiapo en Sampaloc. Bij de census van 2007 telde het district 118.779 inwoners verspreid over 82 barangays.